# Rakaia uniloca
Rakaia uniloca är en spindeldjursart som beskrevs av Forster 1952. Rakaia uniloca ingår i släktet Rakaia och familjen Pettalidae. Inga underarter finns listade i Catalogue of Life.